# Ranoidea andiirrmalin
Ranoidea andiirrmalin (tên tiếng Anh: Cape Melville Treefrog) là một loài ếch thuộc họ Pelodryadidae. Chúng là loài đặc hữu của Úc.
Các môi trường sống tự nhiên của chúng là các khu rừng ẩm ướt đất thấp nhiệt đới hoặc cận nhiệt đới và sông.